# Al Qaws
Al Qaws por la Diversidad Sexual y de Género en la Sociedad Palestina ( en árabe: القوس للتعددية الجنسية والجندرية في المجتمع الفلسطيني‎, romanizado: Al-Qaws li-t-ta‘addudiyya al-jinsiyya wa-l-jandariyya fī l-mujtama‘ al-Filasṭīnī), a menudo denominada alQaws, es una organización de la sociedad civil palestina fundada en el movimiento de bases, cuyo objetivo es luchar por el cambio cultural y social palestino. La organización trabaja para construir comunidades LGBTQ + y queer, y promover nuevas ideas sobre el papel del género y la diversidad sexual en el activismo político, las instituciones de la sociedad civil, los medios de comunicación y la vida cotidiana. La organización se describe a sí misma como "queer-feminista" y "anticolonial" en lo que respecta a los territorios ocupados por Israel.
En agosto de 2019, la Autoridad Palestina prohibió a Al Qaws operar en Cisjordania. La prohibición fue retirada posteriormente a finales de mes.
Existen cuatro centros vinculados a la asociación, ubicados en Haifa, Jerusalén Este, Jaffa y Ramallah.